# Бернхард Густав Баден-Дурлахский
Бернхард Густав Баден-Дурлахский (итал. Bernhard Gustav von Baden-Durlach; 24 декабря 1631, Дурлах, маркграфство Баден-Дурлах — 26 декабря 1677, Хаммельбург) — немецкий кардинал, бенедиктинец и генерал-майор шведской армии. Князь-аббат Фульды с 4 января 1671 по 26 декабря 1677. Князь-аббат Зигбурга с 1 января 1672 по 26 декабря 1677. Князь-аббат Кемптена с 1 января 1673 по 26 декабря 1677. Кардинал-священник с 24 августа 1671, с титулом церкви Санта-Сузанна с 19 октября 1676 по 30 января 1673.

## Биография
Он был сыном маркграфа Фридриха V в Баден-Дурлахского и его второй жены Элеоноры Сольмс-Лаубахской. Он был племянником и крестником короля Швеции Густава Адольфа. Он был крещён как Густав Адольф и воспитан в лютеранской вере.
Как генерал-майор в шведской армии, он воевал против Польши во время Второй Северной войны. После путешествия по Франции и Италии и длительного пребывания в Риме он принял католицизм 24 августа 1660 года во францисканском монастыре Хермольсхайм в Мюциге в Нижнем Эльзасе. Он взял имя Бернхард Густав в честь благословенного маркграфа Бернхарда II.
В 1663 году вступил в венецианскую армию и участвовал в Турецкой войне. Год спустя он сражался в битве при Сен-Готарде. В 1665 году он сложил оружие, удалился в бенедиктинское аббатство Райнау и получал незначительные приказы. В 1666 году он был назначен коадъютором князя-епископа Фульды. В 1668 году он также стал коадъютором аббатства Кемптен. В 1671 году он стал князем-епископом Фульды и коадъютором в Зигбургском аббатстве.
24 августа 1671 года папа Климент X сделал его кардиналом Санта-Сусанны. В 1676 году он участвовал в конклаве, который избрал папу Иннокентия XI.
Он умер 26 декабря 1677 года в Хаммельбурге и был похоронен там.